# Rhaptonema
Rhaptonema es un género con siete especies de plantas de flores perteneciente a la familia Menispermaceae. Nativo  de Madagascar.

## Especies seleccionadas
| - Rhaptonema bakeriana - Rhaptonema cancellata - Rhaptonema densiflora - Rhaptonema glabrifolium - Rhaptonema latifolia - Rhaptonema swinglei - Rhaptonema thouarsiana |